# Complotto di Baltimora

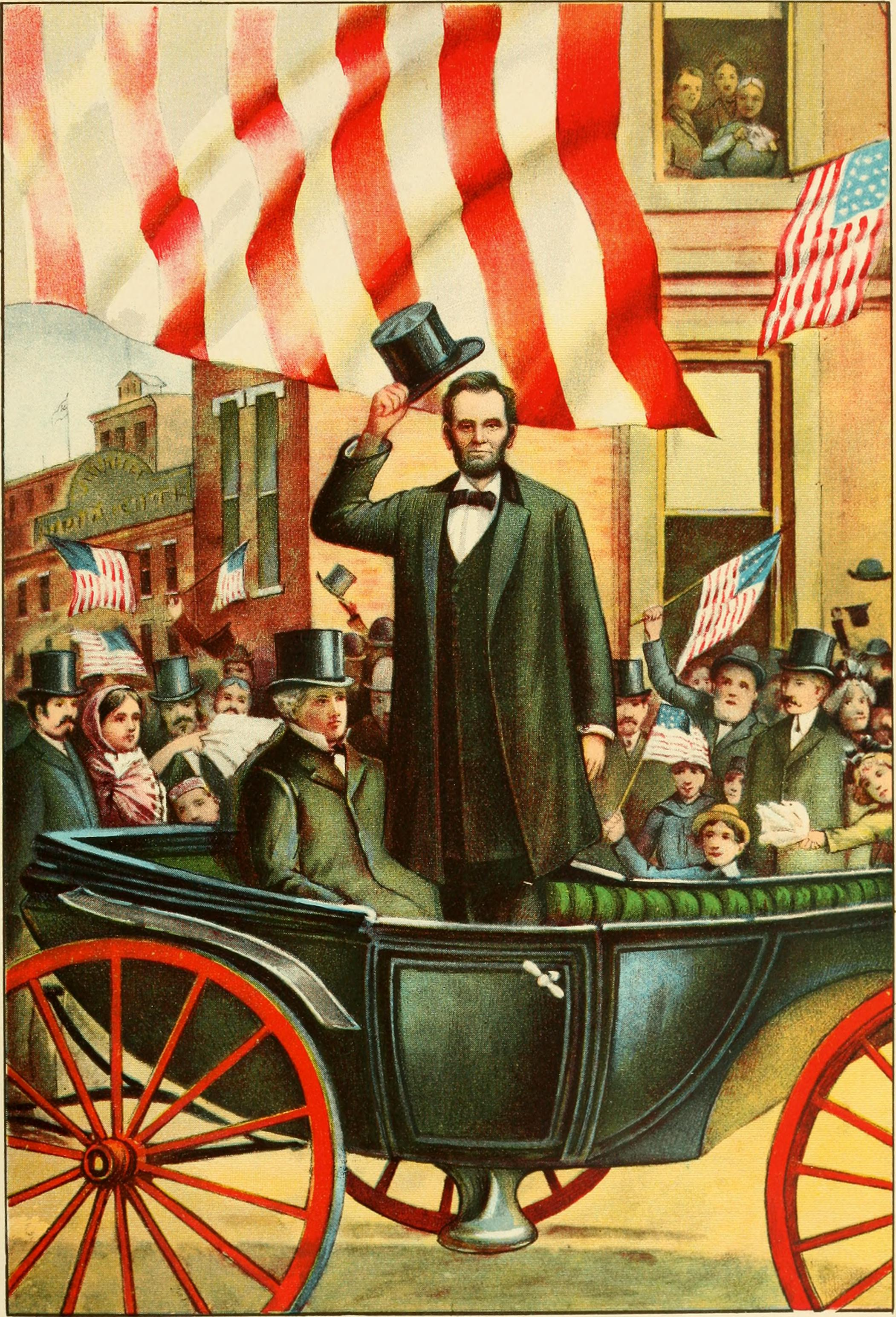
Abraham Lincoln alla cerimonia inaugurale della sua presidenza.

Il complotto di Baltimora fu un presunto tentativo premeditato di omicidio del presidente eletto degli Stati Uniti d'America Abraham Lincoln; la cospirazione avrebbe dovuto essere messa in atto alla fine di febbraio del 1861 durante il passaggio del treno presidenziale diretto verso la cerimonia d'insediamento a Washington. 

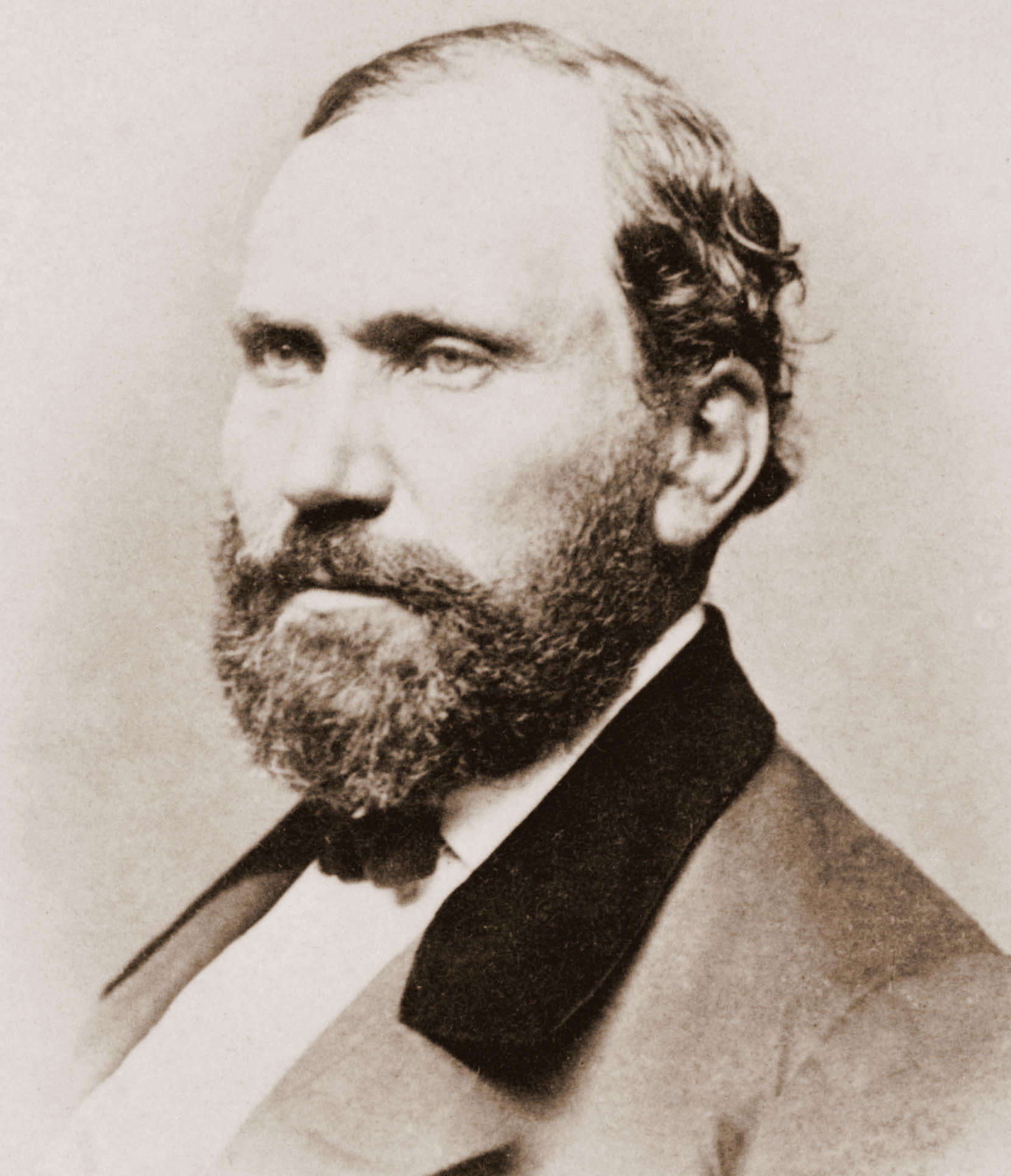
Allan Pinkerton nel 1861.

Allan Pinkerton, fondatore della Pinkerton National Detective Agency, svolse in tal occasione un ruolo chiave gestendo la sicurezza di Lincoln nel corso di tutto il viaggio.
Sebbene gli studiosi della questione continuino a dibattere di quanto la minaccia fosse reale, chiaramente sia il presidente che i suoi più stretti collaboratori la credettero vera tanto da intraprendere azioni a salvaguardia della sicurezza del seppur ridotto corteo durante l'attraversamento di Baltimora, capitale del Maryland.
Il 6 novembre 1860, a seguito della vittoria alle elezioni presidenziali del 1860 Lincoln venne eletto sedicesimo presidente degli Stati Uniti d'America, il primo a essere espressione del Partito Repubblicano. Subito dopo la sua vittoria, molti esponenti degli Stati Uniti meridionali misero in chiaro che la secessione fosse oramai inevitabile; aumentando la già notevole tensione che percorreva l'intera nazione. L'esistenza di una trama orchestrata da sudisti schiavisti per uccidere Lincoln non appena questi fosse giunto a Baltimora fu considerata sufficientemente attendibile e Lincoln dovette arrivare a Washington in tutta segretezza. Il percorso ferroviario previsto da Bellaire (Ohio) a Wheeling (Virginia Occidentale) e poi verso est fu successivamente indirizzato verso l'area di Pittsburgh per poi attraversare la Pennsylvania e il Maryland per arrivare a Washington.
Per tutto il periodo della presidenza di Abraham Lincoln i critici lo avrebbero perseguitato per l'atto apparentemente vigliacco d'intrufolarsi nottetempo a Baltimora, in abiti dissimulati, sacrificando in tal modo il proprio onore per privilegiare la sicurezza personale. Gli sforzi compiuti potrebbero tuttavia essere stati in realtà prudenti, nel caso il pericolo fosse stato reale.

## Il contesto
L'investigatore Allan Pinkerton era stato incaricato dalla compagnia ferroviaria di fornire una scorta adeguata al presidente eletto nella sua traversata del paese, con destinazione la Casa Bianca. Il Maryland era uno degli Stati federati schiavisti e con forti simpatie per il Sud, e quindi potenzialmente pericoloso per il neo-presidente repubblicano costretto a passarvi attraverso. Emblematico del clima di tensione in Maryland furono i disordini di Baltimora, avvenuti appena due mesi e mezzo dopo il viaggio di Lincoln, in cui una folla anonima aggredì con violenza un reggimento dell'Union Army proveniente dal Massachusetts mentre stava marciando attraverso la città per arrivare a Washington. Quando la Virginia proclamò la secessione per unirsi agli Stati Confederati d'America si rese necessario che Lincoln attraversasse il Maryland per raggiungere Washington.
Il governo repubblicano entrante non era incline a prendere rischi, più tardi in quello stesso anno Lincoln decise di sospendere molte delle libertà civili, perfino ordinando l'arresto dell'intero parlamento statale del Maryland nel timore che potesse votare a favore della secessione. Pinkerton si dimostrò particolarmente propenso alla cautela, atteggiamento che avrebbe dimostrato anche nel corso della guerra civile, quando sovrastimò ripetutamente le forze avversarie ed influenzando negativamente la linea adottata dall'esercito unionista.

## I movimenti di Lincoln
L'11 febbraio 1861 il presidente eletto Lincoln salì a bordo di un treno a Springfield, nell'Illinois, diretto a est, iniziando un percorso che lo avrebbe visto toccare 70 città e che terminò con la cerimonia d'insediamento a Washington il 4 marzo. Pinkerton era stato assunto dai preoccupati funzionari delle ferrovie per indagare su eventuali attività sospette e possibili atti di distruzione di strutture ferroviarie lungo il percorso del corteo dentro Baltimora. Il detective si convinse che esistesse un complotto in atto per tendere un'imboscata al vagone presidenziale tra la Calvert Street Station della "Northern Central Railway" e la Camden Street Station della "Baltimore and Ohio Railroad". L'occasione si sarebbe presentata al passaggio di Lincoln dentro Baltimora in programma per il 23 febbraio. Pinkerton tentò di persuadere Lincoln a cancellare la sosta prevista a Harrisburg e procedere poi segretamente attraversando Baltimora; il presidente però insistette nel voler rispettare tutti gli appuntamenti.
Pinkerton si scontrò con l'amico e accompagnatore del presidente Ward Hill Lamon, a proposito della scorta. Lamon offrì a Lincoln una rivoltella ed un coltello Bowie, ma Pinkerton protestò dicendo che "non l'avrebbe mai permesso al mondo, dato che il signor presidente dovrà entrare nel Campidoglio armato".

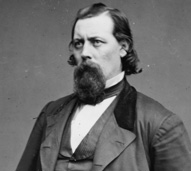
Ward Hill Lamon, amico del presidente che funse da guardia del corpo durante il viaggio.

La sera del 22 febbraio le linee del telegrafo a Baltimora vennero tagliate per volere di Pinkerton, con l'intento d'impedire il passaggio di comunicazioni tra potenziali cospiratori in Pennsylvania o nel Maryland. Nel frattempo Lincoln lasciò Harrisburg a bordo di un treno speciale ed arrivò senza farsi annunciare a Baltimora nel cuore della notte. Il tratto più pericoloso dell'intero viaggio era a Baltimora, dove un'ordinanza cittadina proibiva i viaggi notturni in treno attraverso il centro urbano; le carrozze ferroviarie dovevano pertanto essere trainate a cavallo tra le stazioni di President Street e di Camden Street.
Secondo Pinkerton un supervisore stradale gli riferì che esisteva un complotto per pugnalare il presidente eletto; il presunto piano avrebbe previsto di utilizzare un numero imprecisato di attentatori, armati di coltelli e disseminati nella folla che si sarebbe radunata per salutarlo alla stazione di President Street. Quando Lincoln fosse uscito dal vagone per cambiare treno, almeno uno degli assassini sarebbe stato in grado di avvicinarsi abbastanza per colpirlo.
Dopo che il convoglio di Lincoln passò senza problema Baltimora, Pinkerton inviò un telegramma di una riga al presidente della "Philadelphia, Wilmington and Baltimore Railroad": "le prugne hanno consegnato i noccioli in sicurezza".

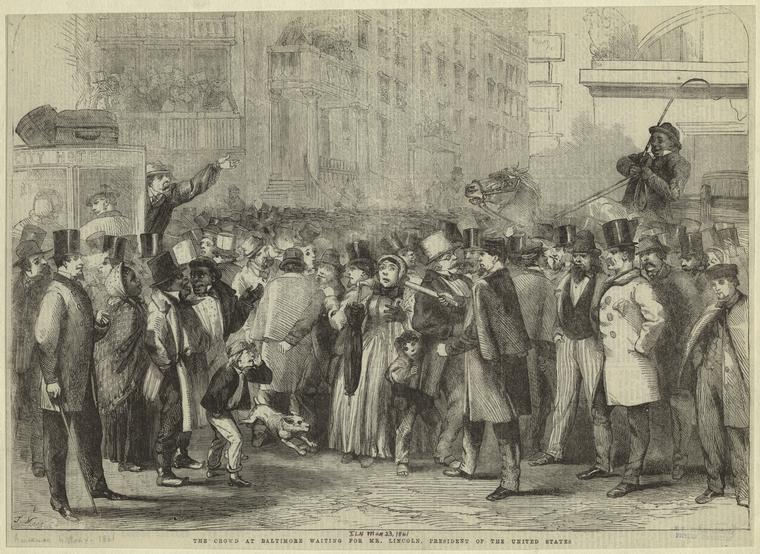
Il disappunto della folla presente per non essere riuscita a salutare il nuovo presidente alla stazione di Baltimora, vignetta di Thomas Nast.

Nel pomeriggio del 23 febbraio il treno originariamente previsto per Lincoln arrivò alla stazione di Calvert Street; la folla riunita per intravedere il presidente apprese rapidamente che in realtà Lincoln era già passato. Anche se il resto degli accompagnatori di Lincoln, tra cui la moglie Mary Todd Lincoln e i figli, erano rimasti a bordo del treno originario, erano già scesi in una fermata precedente a diversi isolati a Nord della stazione di President Street.

### Persone in relazione con il complotto

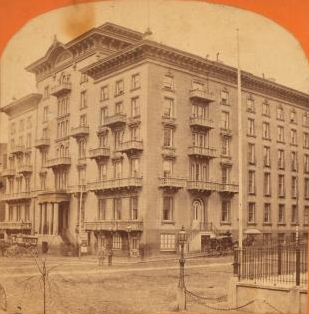
Il Barnum's Hotel ove lavorò come parrucchiere Cipriano Ferrandini.

- Cipriano Ferrandini[10]: originario della Corsica, di padre italiano, emigrò negli Stati Uniti e si affermò come parrucchiere per signore nel seminterrato del Barnum's Hotel di Baltimora; lì esercitò il suo mestiere dalla metà degli anni 1850 fino al momento di lasciare l'attività, molto tempo dopo la fine della guerra di secessione americana. Fu accusato, ma mai processato, per il complotto per uccidere Abraham Lincoln il 23 febbraio 1861[11].

- Allan Pinkerton: capo dell'Agenzia Pinkerton
- Kate Warne[12][13][14]: agente di Pinkerton, accreditata di aver raccolto e fornito informazioni che contribuirono a convincere Pinkerton dell'esistenza di un complotto.
- Harry W. Davies: agente di Pinkerton che lavorò in collaborazione con Warne.
- Ward Hill Lamon[15][16]: amico di Lincoln che lo seguì nell'attraversamento della città.

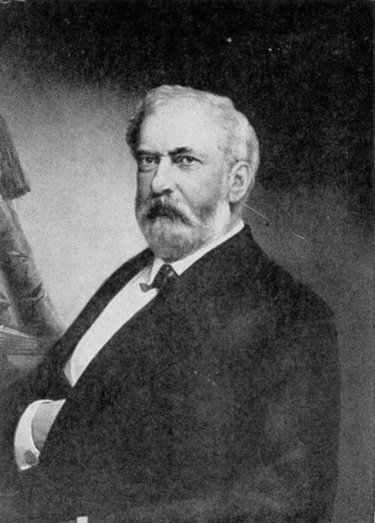
George Proctor Kane.

- George Proctor Kane[17][18]: ufficiale del reparto di polizia cittadina che protesse Mary Todd Lincoln mentre attraversava il centro urbano. La scortò fino all'abitazione di John Gittings.
- John Gittings: ospitò Mary Lincoln.
- Timothy Webster[19]: si unì alla milizia secessionista dei volontari nazionali. Fu anche uno degli agenti infiltrati di Pinkerton.
- Hattie Lawton[20]: conosciuta anche come Hattie H. Lawton[21] e Hattie Lewis[22][23], si spacciò per essere la moglie di Webster. Lawton fece parte del "Female Detective Bureau" di Pinkerton, formato nel 1860 per "carpire i segreti" con tecniche non possibili per investigatori maschi[24].

Sia Lawton che Hattie furono arrestati, condannati e giustiziati come spie nel 1862.

## Percezione pubblica della vicenda

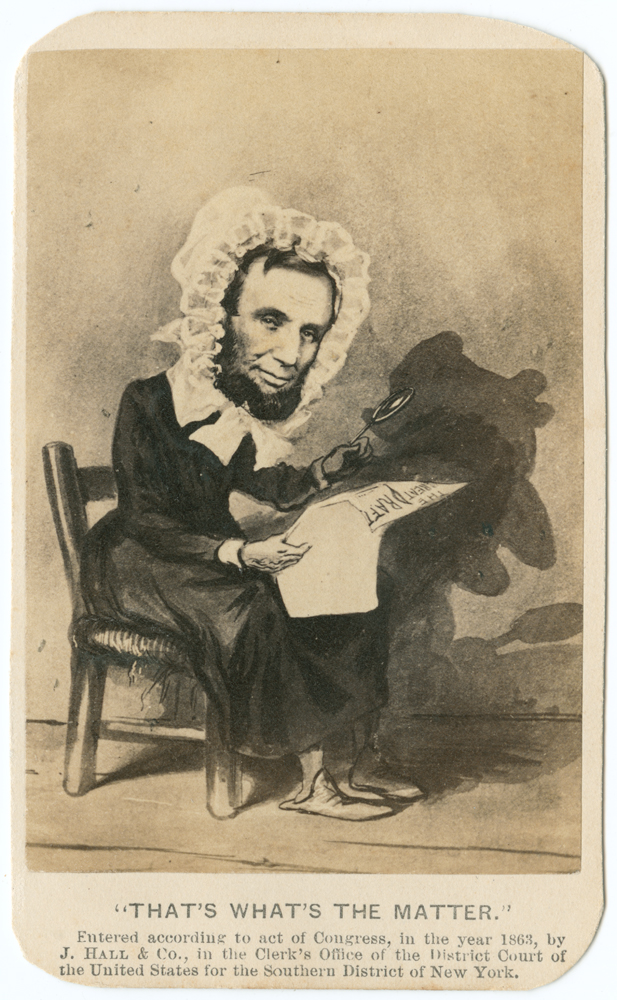
"Ecco di cosa si tratta". Vignetta satirica del 1862 che mostra il presidente con una cuffia da donna.

Diversi storici credono che Pinkerton si sbagliasse riguardo al complotto omicida.
Molti anni dopo i fatti, Ward Hill Lamon avrebbe pubblicamente sostenuto che non vi fosse alcun complotto nel 1861: "È perfettamente evidente che non vi fu alcuna cospirazione - nessuna cospirazione di cento, di cinquanta, di venti, di tre persone, nessuno definito desiderio nel cuore di alcun uomo di uccidere il signor Lincoln a Baltimora". Nel suo libro del 1891 Recollections of President Lincoln and his Administration ("Eventi del presidente Lincoln e della sua presidenza") lo scrittore L. E. Chittenden sostenne che non vi era bisogno di precauzioni, come il vestirsi in modo dissimulato, in quanto Lincoln "entrò nel vagone letto di Filadelfia e dormì fino a quando non si risvegliò a poche miglia da Washington". Questo racconto a posteriori però contraddice altri di prima mano, che affermano che invece il presidente passò una notte insonne e piena d'ansia insieme a Lamon e Pinkerton, durante la quale "parlò sempre a voce bassa per evitare di essere notato".
Indipendentemente dal fatto che il presidente eletto avesse corso il reale pericolo di essere ucciso, gli sforzi di Lincoln per arrivare a Washington nella massima segretezza divennero immediatamente fonte ricorrente di umiliazione pubblica in tutta la nazione, con estremo dispiacere dello stesso Lincoln. Parecchi elementi presenti nel primo articolo del The New York Times del 23 febbraio furono particolarmente dannosi; in primo luogo il fatto che un resoconto così negativo provenisse da un giornale ardentemente repubblicano gli conferì un'immediata credibilità. Quando il Times pubblicò l'articolo di Joseph Howard Jr., che raccontava i dettagli di un presidente eletto dissimulato con un berretto di lana e con un lungo cappotto, la nazione "rise a crepapelle, gettando ridicolo e offesa su Lincoln".

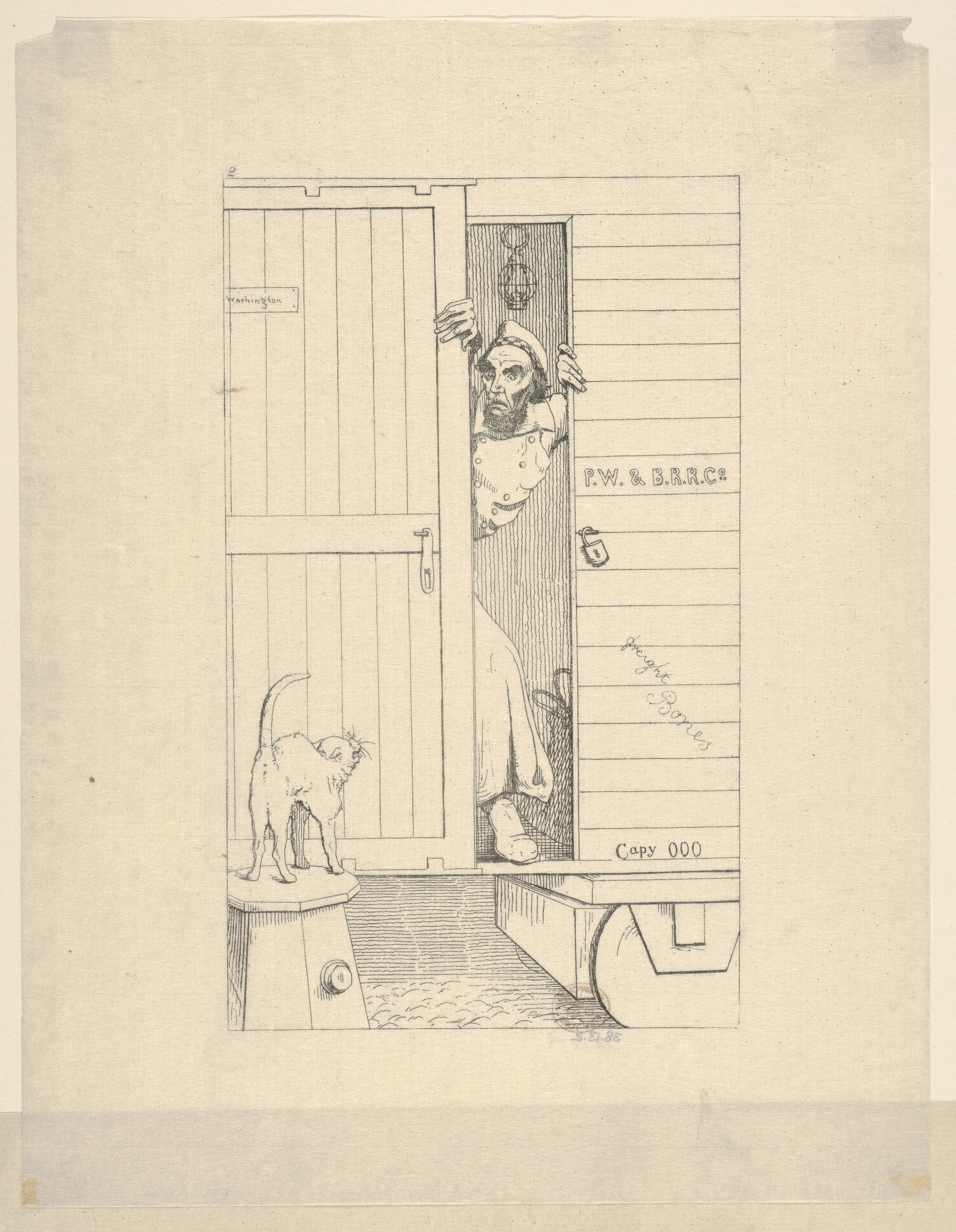
"Passaggio attraverso Baltimora", incisione del disegnatore satirico Adalbert John Volck (1863).

L'articolo di Howard fu nei fatti un attacco alla virilità di Lincoln, affermando che questi era riluttante e troppo spaventato per continuare, ma vi fu costretto dall'indignazione del colonnello Edwin Vose Sumner e per l'insistenza e la vergogna dimostrata dalla moglie e da diversi altri.
I giornali ridicolizzarono il presidente per aver attraversato la città nel cuore della notte. Il disegnatore satirico di Baltimora Adalbert John Volck trasse ispirazione per la sua famosa incisione satirica intitolata "Passaggio attraverso Baltimora": l'immagine di un Lincoln sbalordito in camicia da notte che scruta assai preoccupato fuori dal vagone ferroviario mentre sta attraversando Baltimora divenne rapidamente parte dell'iconografia di Lincoln. Nel corso del conflitto, quando le fotografie erano meno comuni e più costose, il simbolo del berretto da notte rimase un tema della grafica confederata, ma anche di alcuni disegni e vignette nordisti, per anni; il ricordo di Lincoln che fuggiva travestito e un'accusa automatica sulla sua presunta mancanza di carattere.

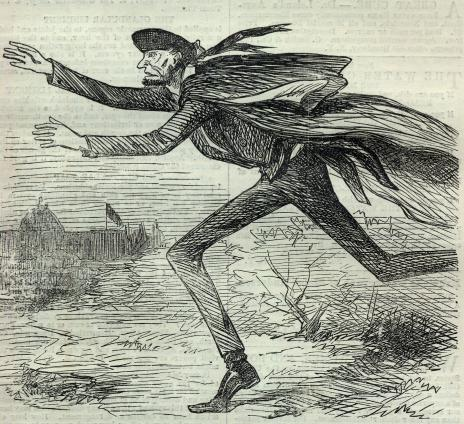
"La fuga di Abraham", su Harper's Weekly del 9 marzo 1861.

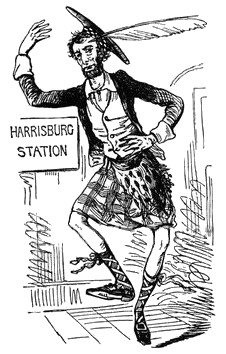
Vignetta satirica su Vanity Fair del 9 marzo, che ritrae Mac-Lincoln in kilt.

Per il resto della presidenza di Abraham Lincoln la storia del suo arrivo furtivo sarebbe stata ripetuta innumerevoli volte dai suoi nemici. Fu ritratto con innumerevoli varianti di copricapo di stile scozzese, che pian piano si trasformò in un "balmoral" scozzese a pon pon assortito con un kilt molto corto. L'assurdo travestimento venne spesso accompagnato da un'espressione terrorizzata sul volto, con la palese intenzione di minare ulteriormente l'immagine pubblica del suo coraggio e virilità; le marcate caricature realizzate da Harper's Weekly avrebbero tormentato Lincoln per tutto il corso del proprio mandato.
I giornali di tutti gli schieramenti derisero le sue azioni; in una vignetta di Vanity Fair il kilt scozzese fu sostituito da una gonna presa in prestito dalla moglie. Quando giunse infine a Washington era oramai divenuto lo zimbello della nazione.
Il New York Tribune fu nondimeno costretto ad ammettere: "È l'unico esempio noto nella nostra storia in cui il capo riconosciuto di una nazione [...] si è trovato costretto, per timore di perdere la vita, ad entrare nella capitale sotto mentite spoglie". Più aspra fu la denuncia del The Baltimore Sun:

## Nella cultura di massa
Nel 1951 la Metro-Goldwyn-Mayer (MGM) pubblicò una rielaborazione di fantasia del presunto complotto contro Lincoln, Bersaglio eccellente; la storia segue in generale ciò che si sa sulla presunta cospirazione di Baltimora, con alcune differenze. Qui è un investigatore della polizia di New York, John Kennedy, interpretato da Dick Powell, che contatta la presidenza per informarla del complotto e sale sul treno sperando di scoprire se qualcuno degli attentatori è a bordo prima di raggiungere Baltimora. Kennedy scopre un complotto per provocare una sommossa che distragga i poliziotti a protezione di Lincoln e un tiratore scelto armato di fucile con mirino telescopico che spari al presidente eletto. Attraverso gli sforzi di Kennedy il tentativo viene sventato e vengono identificati i membri chiave del complotto.
È esistito nella realtà un funzionario della polizia di New York, John Alexander Kennedy, che sostenne di essere stato quello che scoprì il complotto di Baltimora; ma, a differenza del personaggio di Powell, non si trovò sulla scena del tentato crimine; inoltre, nella vita reale, Kennedy era il sovrintendente dell'intera forza di polizia, nel film viene invece raffigurato come un semplice sergente investigativo. 
"The Death Trap", un episodio della serie televisiva Kronos - Sfida al passato del 1966-1967 tratta del complotto del 1861 di Baltimora, ma descrive anche di un errore con la macchina del tempo che causò la proiezione dell'assassinio di Lincoln il 14 aprile 1865 al Ford's Theatre. L'episodio parla di una bomba usata nel complotto, considerato come un tentativo degli abolizionisti di far precipitare la nazione in una guerra civile dopo la quale la schiavitù sarebbe stata messa al bando; i cospiratori sono apparentemente seguaci di John Brown, che era già stato giustiziato per impiccagione a seguito del raid contro Harpers Ferry.